# Gospa od Suza (Majka Božja Sirakuška)
Gospa od Suza (Majka Božja Sirakuška) jedan je od naslova Blažene Djevice Marije i katoličke pobožnosti prema njoj. U Hrvatskoj se Gospa od Suza štuje u Svetištu Gospe od Suza u Pleternici.

## Povijest
Gipsani reljef Bezgrešnoga Srca Marijina koji se nalazio u kući mladoga sirakuškog bračnog para, Antonine i Angela Iannusa, u razdoblju od 29. kolovoza do 1. rujna 1953. godine plakao je ljudskim suzama. Komisija liječnika i analitičara koja je 1. rujna bila uzela više od jednog kubnog centimetra te tekućine i izvršila analizu potvrdila je kako se radi o ljudskim suzama.

## Svetište Gospe od suza u Sirakuzi
Tijekom godina pobožnosti i zagovora Gospi od Suza zabilježeno je više stotina fizičkih ozdravljenja i mnoštvo obraćenja. Papa Ivan Pavao II. posvetio je 6. studenoga 1994. godine Svetište Gospe od suza u Sirakuzi.

## Vanjske poveznice
Mrežna mjesta
- Svetište Gospe od Suza u Sirakuzi, službeno mrežno mjesto